# 馬查利

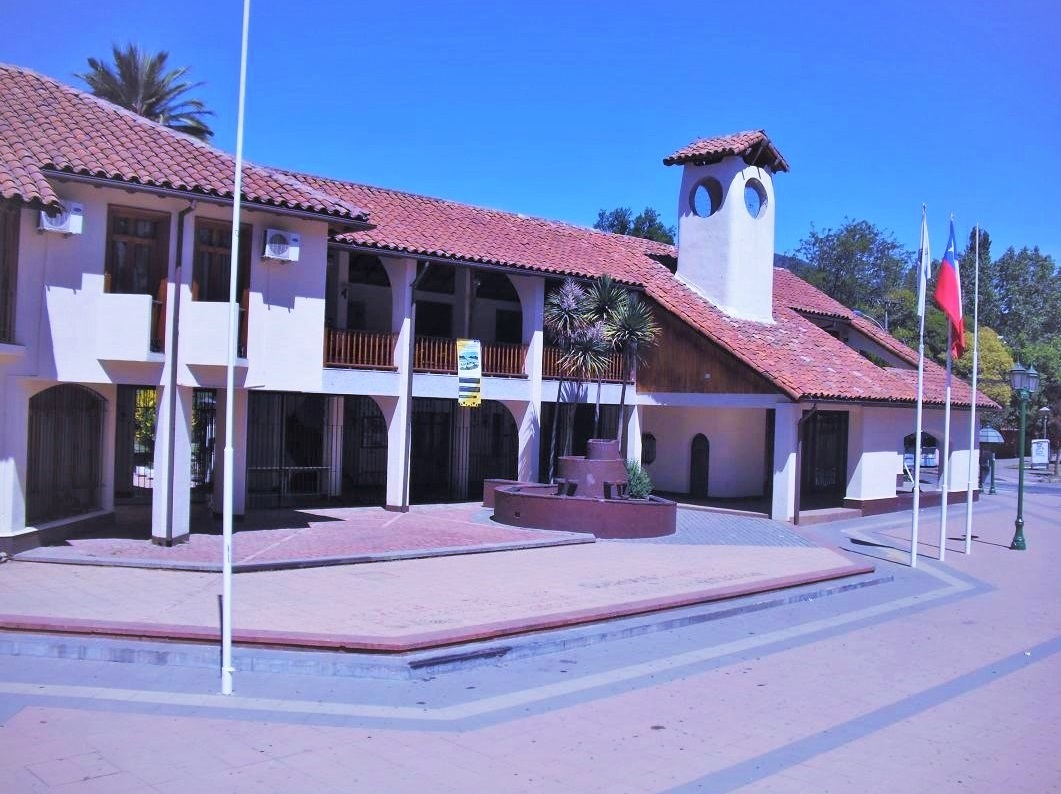

馬查利（西班牙語：Machalí），是智利的城市，位於該國中部奧伊金斯將軍解放者大區的卡查波阿爾省，面積2,586平方公里，海拔高度552米，2012年人口42,572人，人口密度每平方公里16人。
34°10′57″S 70°39′5″W / 34.18250°S 70.65139°W